# Eagle (cráter)
Eagle es el nombre de un pequeño cráter de impacto en el planeta Marte situado a 1,9° Sur y 354,5° Este. El impacto causó un abertura de 22 metros de diámetro en la superficie del Meridiani Planum, con una profundidad aproximada de 3 metros. El nombre fue aprobado en 1973 por la Unión Astronómica Internacional en honor al primer cohete en arribar con humanos a la Luna, es el animal símbolo de los Estados Unidos y es también el nombre que recibe en el juego del golf al hoyo dos puntos por debajo del par que, en un hoyo de 3 par es un hoyo en uno, haciendo referencia al aterrizaje del Opportunity dentro de un cráter marciano.

## Opportunity
El cráter Eagle fue el lugar donde atterizó el astromóvil todoterreno Opportunity, un lugar afortunado dada la naturaleza rocosa de la orilla del cráter, el cual proveyó evidencias sustanciales de que Meridiani Planum fue en el pasado un relieve oceánico marciano.

### Hallazgos
Los científicos a cargo de la misión de Opportunity mostraron intriga en el cráter Eagle por la abundancia de afloramientos rocosos dispersos por todo el cráter, así como el suelo del mismo, el cual tenía la apariencia de ser una mezcla de granos gruesos grises y granos finos de color rojizo. Al examen in situ de los afloramientos, cuyas capas no eran más gruesas que el ancho de un dedo, se confirmó que el Meridiani Planum era en un tiempo pasado la ubicación de un antiguo mar, algo ácido y salado, aunque mucha más información sobre la historia de esta zona sería recolectada más de 3 meses después, cuando el todoterreno visitó el cráter de mucho mayor tamaño Endurance hacia el este de Eagle. 
La hematita observada desde la órbita de Marte, cuya presencia fue lo que decidió el lugar de su aterrizaje, se encontró envuelta en millones de pequeñas esférulas de hematita, apodadas "arándanos" (blueberries), por los científicos de la misión, debido a su forma, aunque en realidad son mucho más pequeños que los arándanos de la vida real. Se descubrió rápidamente que estas concreciones no sólo cubrían los afloramientos en el cráter Eagle, sino que abarcaban las llanuras más allá del mismo. El origen de los arándanos rocosos fue descubierto prontamente: parecían haber sido erosionados de los afloramientos por el viento marciano. Las imágenes de microscopio del rover Opportunity descubrió arándanos en diversas fases de este proceso de erosión, la mayoría de los cuales estaban ya completamente separados de las rocas, pero algunos todavía permanecían unidos por un delgado "tallo".